# 박재삼
박재삼(朴在森, 1933년 4월 10일~1997년 6월 8일)은 대한민국의 시인이다.

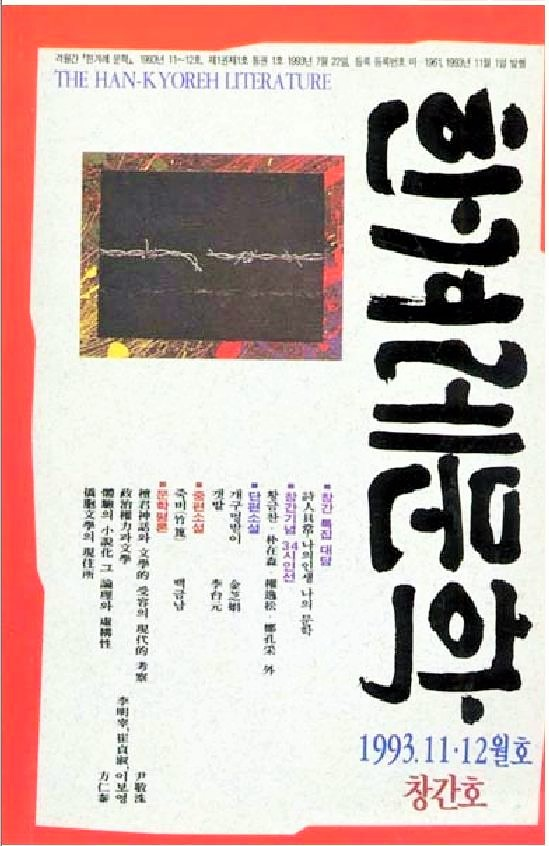
The Han Kyoreh Literature)

## 생애
일본 도쿄에서 태어나 네 살때 경상남도 삼천포로 이사를 와 그곳에서 자랐다. 삼천포고등학교를 수석으로 졸업하고 고려대학교 국어국문학과에서 수학했다. 1953년 시조 〈강물에서〉를 모윤숙 추천으로 《문예》 11월호에 발표했고, 1955년 《현대문학》에 유치환 추천으로 〈섭리〉를, 서정주 추천으로 〈정숙〉을 발표하며 등단했다. 1962년에 첫 시집 《춘향이 마음》(신구문화사)을 낸 이래 시선집을 포함하여 열대여섯 권의 시집을 세상에 펴냈다. 1955∼1964년 월간 《현대문학사》 기자를 거쳐서 1965∼1968년 《대한일보》 기자, 1969∼1972년 《삼성출판사》 편집부장, 《문학춘추》 기자, 월간 《바둑》의 편집장을 지내기도 했으며, 1974년에 한국시인협회 사무국장과 1993년에 새로이 창간된 계간 《한겨레문학》 초대편집위원을 역임했다. 1997년 지병에 시달리다 향년 65세로 세상을 떠났다. 
2016년 12월에 치러진 2017학년도 중등교원임용시험 국어과 1차 시험에서 그의 시 '봄바다에서'가 출제되었다.

## 주요경력
- 1996년 제4회 한국공간시인상 심사위원
- 1994년 3월 한국시인협회 기획위원장
- 1993년 7월 한겨레문학 초대편집위원
- 1987년 12월 통일민주당 문화예술정책자문위원
- 1969년 서울신문주최 패왕전 과전기 담당
- 1969 ~ 1772년 삼성출판사 편집부장
- 1965 ~ 1968년 대한일보 기자
- 1964년 월간 바둑 편집장
- 1964년 문학춘추 기자
- 1955 ~ 1964년 월간 현대문학 기자

## 연보
- 1933년 4월 10일 아버지 박찬홍(朴贊洪)과 어머니 김어지(金於之)의 차남으로 일본 동경부(東京府) 도남다마군(稻南多摩郡) 성촌실야구(城村失野口) 1004번지에서 출생. 아버지는 모래 채취 노동으로 생계를 유지했다. 형과 누이동생 둘이 있다.
- 1936년 4세 때 가족이 모두 귀국하여 어머니의 고향인 경남 삼천포시 서금동 72번지에 정착했고, 이곳에서 성장함.
- 1937년 누이 동생 순애 출생.
- 1940년 삼천포 히노데(日出)국민학교에 입학함. 이 학교는 뒤에 수남(洙南)국민학교로 개칭했고, 현재는 삼천포초등학교임.
- 1942년 누이 동생 순엽 출생.
- 1946년 수남국민학교 졸업 후, 3천 원이 없어 신설된 삼천포중학교에 진학을 못하고 신문배달을 하던 중 삼천포여자중학교의 가사 담당 여선생의 도움으로 그 학교 사환으로 들어감. 그때 삼천포여자중학교에서 교편을 잡던 시조시인 김상옥 선생을 만나 감화를 받고 시를 쓸 결심을 굳혔음.
- 1947년 삼천포중학 병설 야간중학교에 입학, 낮에는 여중에서 급사로 일하고 밤에는 수업을 들음. 성적은 전교 수석. 김상옥 선생의 첫 시조집 “초적(草笛)”을 살 돈이 없어, 그것을 공책에 베껴 애송하는 등 시에 더욱 심취하였음.
- 1948년 교내신문 “삼중(三中)” 창간호에 동요 ‘강아지’, 시조 ‘해인사’ 발표.
- 1949년 경영부진으로 야간 중학교가 폐쇄되어 주간 중학교로 흡수됨. 이때 야간 중학교에서 전교 수석을 한 덕택으로 학비를 면제받고 주간 중학교 학생이 되었음. 제1회 영남예술제 ‘한글시 백일장’에서 시조 ‘촉석루’가 차상으로 입상. 당시 장원이던 이형기와 친교를 맺음.
- 1950년 진주 농림에 다니던 김재섭(金載燮), 김동일(金棟日)과 함께 동인지 “군상(群像) 펴냄.
- 1951년 4년제 중학 졸업 후 삼천포고등학교 2년에 편입학함. 이때 처음으로 술을 시작함.
- 1953년 삼천포고등학교를 수석 졸업(제1회). 이때가 가장 부지런히 시작을 한 시기였음. 모윤숙 추천으로 시조 ‘강물에서’가 “문예”지 11월호에 발표됨. 피난지 부산 동광동 3가 8에서 제2대 민의원이었고 중학교 시절 교장이었던 정헌주(鄭憲住) 선생의 집에서 식객노릇을 함.
- 1954년 은사 김상옥 선생의 소개로 현대문학사에 취직, 창간 준비를 시작함. 당시 주간은 조연현, 편집장은 오영수, 편집사원으로는 임상순, 김구용이 있었음.
- 1955년 “현대문학”에 ‘시조 섭리'(6월호, 유치환), ‘시 정적'(11월호, 서정주)으로 추천을 완료, 김관식, 신동준 등과 함께 등단함. 이해에 고려대학교 국문과에 입학함(3년 중퇴).
- 1957년 시 ‘춘향이 마음’을 발표하고 현대문학사 제정 제2회 신인문학상을 수상함. 고려대학교를 3년 중퇴하고 “문예춘추”와 “대한일보” 기자로 활동 시작함.
- 1958년 육군 입대. 1년 6개월 근무하고 예비역으로 편입됨.
- 1961년 구자운, 박성룡, 박희진, 성찬경 등과 함께 “60년대사화집” 동인으로 활동.
- 1962년 김정립 여사와 결혼. 하숙을 하던 서울 종로구 누상동 166의 20번지에서 신접살림을 차림.
- 1962년 처녀시집 “春香이 마음” 출간(신구문화사).
- 1963년 장녀 소영(召英) 출생.
- 1964년 “현대문학사”를 그만두고 상중당에 입사하여 “문학춘추” 창간에 참여, 1년 근무(“문학춘추”의 판권이 다른 곳으로 넘어가자 퇴사함).
- 1965년 경우당(景友堂) 발행의 월간 “바둑”지 편집장으로 입사했다가 6개월만에 그만두고 “대한일보” 기자로 입사, 3년 근무.
- 1966년 장남 상하(祥夏) 출생.
- 1967년 남정현의 ‘분지’ 사건 공판을 처음 보고 충격을 받아 고혈압으로 쓰러져 6개월가량 입원. “대한일보”에서 퇴사함.
- 1967년 문교부 주관 문예상 수상.
- 1969년 삼성출판사 입사. 서울 동대문구 답십리동 11-83번지에 처음으로 집을 마련함. 다시 고혈압으로 쓰러짐. 이때의 고통과 이 고통에서 벗어난 기쁨을 시로 엮은 것이 제2시집 “햇빛 속에서”임.
- 1970년 한국시인협회 주관으로 제2시집 “햇빛 속에서” 출간(문원사). 이때부터 “서울 신문”, “대한일보”, 국제신보” 등에 바둑 관전기를 쓰기 시작함.
- 1970년 차남 상규(祥圭) 출생. 이듬해(1971년) 상규가 뇌막염으로 메디칼 센터에 입원했다가 17일만에 퇴원함.
- 1972년 직장 생활에서 완전히 벗어나 홀가분한 자유인이 됨. 산문 등의 원고료로 생활비 충당함.
- 1973년 일본어를 번역하여 생활을 꾸려감.
- 1974년 한국시인협회 사무국장으로 피선됨.
- 1975년 제3시집 “천년의 바람” 출간(민음사). 대한기원 이사가 됨.
- 1976년 제4시집 “어린 것들 옆에서” 가 국민학교 동창 김욱상의 도움으로 출간(현현각)됨.
- 1977년 제9회 한국시인협회상 수상. 제1수필집 “슬퍼서 아름다운 이야기” 출간(경미문화사). 서울 묵동 177의 3번지로 이사함.
- 1978년 제2수필집 “빛과 소리의 풀밭” 출간(고려원).
- 1979년 제5시집 “뜨거운 달” 출간(근역서재).
- 1980년 제3수필집 “노래는 참말입니다.” 출간(열쇠). 위궤양으로 한양대학병원에 약 보름간 입원.
- 1981년 제6시집 “비 듣는 가을나무” 출간(동화출판공사). 고혈압, 위궤양으로 40여일간 한양대학병원에 다시 입원.
- 1982년 제4수필집 “샛길의 유혹” 출간(태창문화사). 제7회 노산문학상 수상.
- 1983년 수필선집 “숨 가쁜 나무여 사랑이여” 출간(도서출판 오상). “바둑한담” 출간(중앙일보사). 제7시집 “추억에서” 출간(현대문학사). 제10회 한국문학작가상 수상.
- 1984년 제5수필집 “너와 내가 하나로 될 때” 출간(문음사). 자선시집 “아득하면 되리라” 출간(정음사).
- 1985년 제8시집 “대관령 근처” 출간(정음사). 제9시집 “내 사랑은” (시조집)출간(영언문화사).
- 1986년 제10시집 “찬란한 미지수” 출간(오상사). 제6수필집 “아름다운 삶의 무늬” 출간(어문각). 제7수필집 “차 한 잔의 팡세” 출간(자유문학사). 중앙일보 시조대상 수상.
- 1986년 시선집 “간절한 소망” 출간.
- 1987년 시선집 “바다 위 별들이 하는 짓”, “울음이 타는 가을강”, “가을 바다” 출간. 제11시집 “사랑이여” 출간(실천문학사). 제2회 평화문학상 수상.
- 1987년 5월 12일 삼천포시청(현재 사천시 삼천포청사) 내에 ‘젊은 삼천포’가 새겨진 박재삼 시노래비가 삼천포 중앙라이온스클럽에 의해 제막됨.
- 1988년 시선집 “햇빛에 실린 곡조” 출간. 제7회 조연현문학상 수상.
- 1988년 4월 10일 삼천포 노산공원에 ‘천년의 바람”이 새겨진 박재삼 시비가 삼천포 청년회의소에 의해 제막됨.
- 1990년 제12시집 “해와 달의 궤적” 출간(신원문화사). 제8수필집 “미지수에 대한 탐구” 출간(문이당).
- 1991년 제13시집 “꽃은 푸른 빛을 피하고” 출간(민음사). 인촌상 수상. 한국대표시인100인선집 52번으로 “울음이 타는 가을江” 출간(미래사).
- 1993년 사랑의 테마시 100편을 담은 시선집 “사랑하는 이의 머리칼” 출간(동서문학사). 제14시집 “허무에 갇혀” 출간(시와시학사).
- 1993년 격월간 《한겨레문학》 창간 초대 편집위원으로 참여.
- 1994년 시선집 “울음이 타는 가을강” 출간(한미디어). 제9수필집 “아름다운 현재의 다른 이름” 출간.
- 1994년 “박재삼 시 전작전집” 출간 (영하출판사).
- 1995년 백일장 심사 도중 신부전증으로 쓰러짐.
- 1996년 제15시집 “다시 그리움으로” 출간 (실천문학사).
- 1997년 6년 8일 [丁丑年 5월 4일(음)] 새벽 5시경, 10여년의 투병 생활 끝에 영면에 들다. 유택은 충남 공주군 의당면 도신리(도덕교회 바로 뒤 언덕).
- 1998년 “박재삼 시전집(1)” 출간 (민음사).

## 저서

### 시집
- 1977년 슬퍼서 아름다운 이야기》(강미문화사)
- 1978년 《빛과 소리의 풀밭》(고려원)
- 1980년 《노래는 참말입니다》(열쇠)
- 1982년 《샛길의 유혹》(태창문화사)
- 1994년 《아름다운 현재의 다른 이름》
- 1962년 첫시집 《춘향의 마음》
- 1970년 제2시집 《햇빛 속에서》
- 1975년 제3시집 <천년의 바람>(민음사)
- 1976년 제4시집 <어린 것들 옆에서>(현현각)
- 1977년 제1수필집 《슬퍼서 아름다운 이야기》(경미문화사)
- 1978년 제2수필집 《빛과 소리의 풀밭》(고려원)
- 1979년 제5시집 《뜨거운 달》(근역서재)
- 1980년 제3수필집 《노래는 참말입니다》(열쇠)
- 1981년 제6시집 《비 듣는 가을나무》(동화출판공사)
- 1982년 제4수필집 《샛길의 유혹》(태창문화사) – 제7회 노산문학상을 수상
- 1983년 수필선집 《숨가쁜 나무여 사랑이여》(오상출판사)
- 1983년 제7시집 《추억에서》(현대문학사) – 제10회 한국문학 작가상을 수상
- 1984년 자선시집 《아득하면 되리라》(정음사)
- 1985년 제8시집 《대관령 근처》(정음사)
- 1985년 제9시집 《내 사랑은》(영언문화사)
- 1986년 수필집 《아름다운 삶의 무늬》(고려원),《차 한 잔의 팡세》(자유문학사)
- 1986년 제10시집 《찬란한 미지수》(오상사) – 중앙일보 시조대상을 수상
- 1986년 시선집 《간절한 소망》
- 1987년 시선집 《바다 위 별들이 하는 짓》(문학사상사)
- 1987년 시선집 《울음이 타는 가을강》 《가을 바다》
- 1987년 제11시집 《사랑이여》(실천문학사) – 제2회 평화문학상 수상
- 1988년 시선집 《햇빛에 실린 곡조》- 제7회 조연현 문학상 수상
- 1990년 수필집 《미지수에 대한 탐구》(문이당)
- 1990년 제12시집 《해와 달의 궤적》(신원문화사)
- 1991년 제13시집 《꽃은 푸른빛을 피하고》(민음사) 인촌상(仁村賞) 수상
- 1993년 제14시집《허무에 갇혀》 (시와시학사)
- 1996년 병상에서《다시 그리움으로》(실천문학사)

### 산문집
- 《슬퍼서 아름다운 이야기》(강미문화사, 1977)
- 《빛과 소리의 풀밭》(고려원, 1978)
- 《노래는 참말입니다》(열쇠, 1980)
- 《샛길의 유혹》(태창문화사, 1982)
- 《아름다운 현재의 다른 이름》(1994)

## 수상
- 삼천포고등학교 2학년 재학 시절, 제1회 개천예술제에서 고등부 차상(2위)을 받으며 재능을 인정받았다.
- 현대문학 신인상(1957년)
- 문교부 문예상(1967년)
- 한국시인협회상(1977년)
- 노산문학상(1982년)
- 한국문학작가상(1983)
- 중앙시조대상(1986년)
- 제2회 평화문학상(1987)
- 올해의 애서가상
- 조연현문학상(1988년)
- 인촌상(1991년)
- 은관문화훈장

## 기념 사업
그의 생가 근처에 박재삼문학관이 건립되었다. 또한 거리의 이름이 박재삼길이라고 명명되었고, 해마다 박재삼문학제 및 청소년 백일장 대회가 열리고 있다.

## 같이 보기
- 김종삼
- 천상병
- 현대문학
- 한겨레문학
- 김상옥
- 조연현
- 김우종
- 구자운
- 박성룡
- 박희진
- 성봉수
- 성찬경
- 오영수
- 김구용
- 하승무